# Carrera de San Francisco
La carrera de San Francisco es una vía pública de la ciudad española de Madrid, situada en el barrio de Palacio, distrito Centro, que une la plaza de la Puerta de Moros y la plaza de San Francisco. Homenaje del ayuntamiento madrileño al «pobrecito de Asís» (il poverello d'Assisi), en su trazado se conservan edificios como el palacio del Duque del Infantado.

## Historia

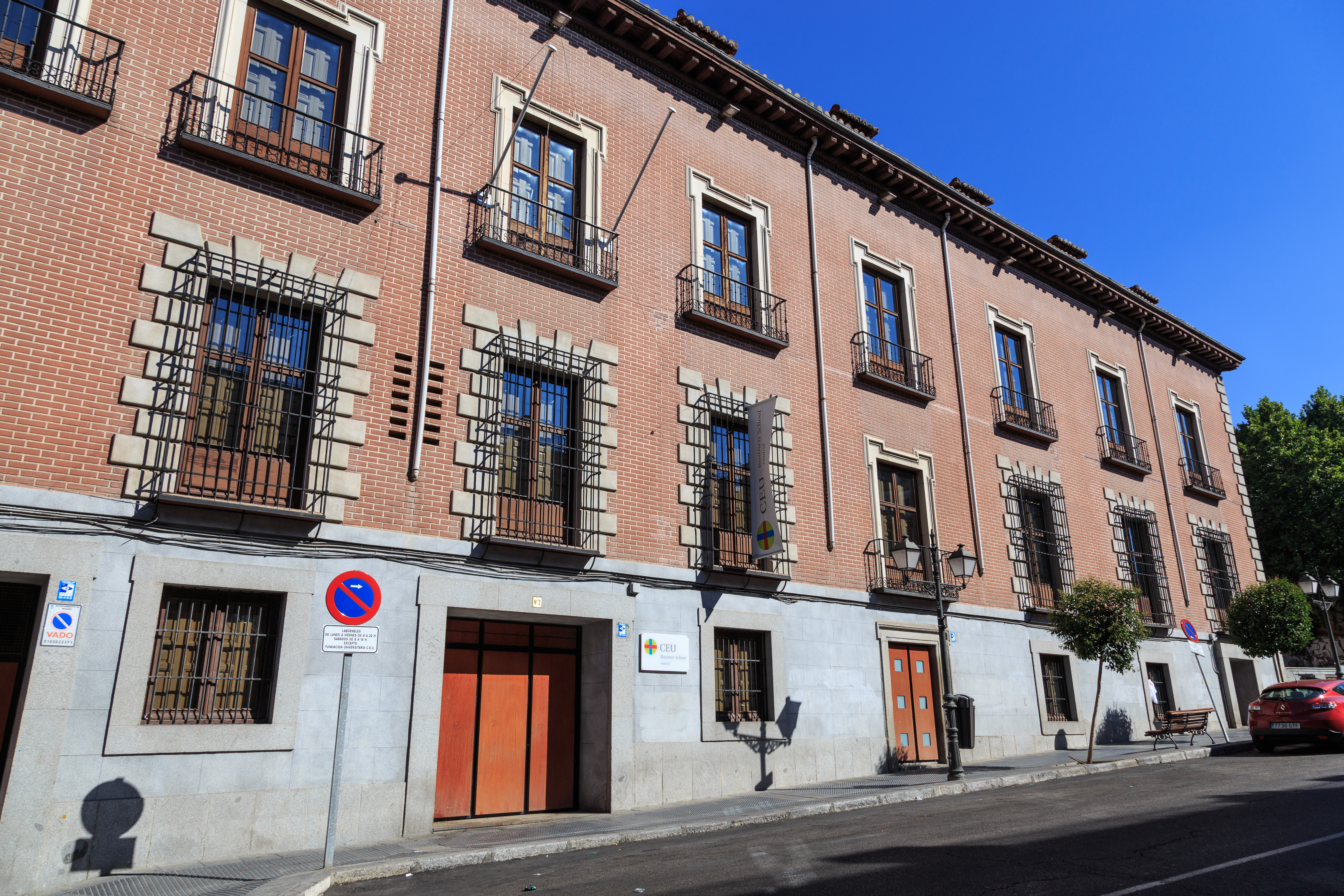
Casa-palacio del Duque del Infantado (en 2013).

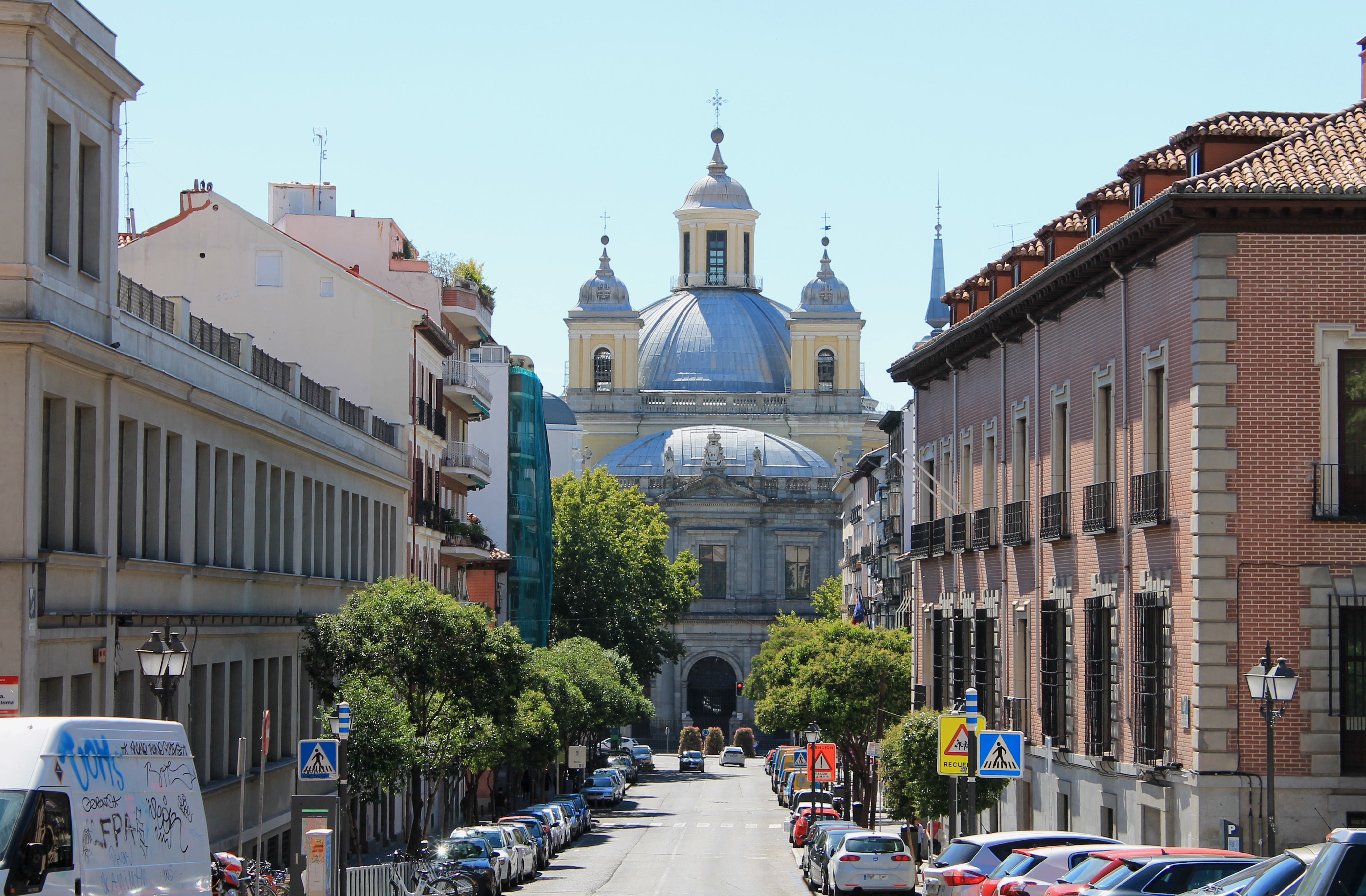
Vista de la carrera de San Francisco, con la plaza de San Francisco y la basílica de San Francisco el Grande al fondo.

Se extiende ya desde finales del siglo xix entre la plaza de Puerta de Moros y la plaza de San Francisco. Su nombre se remonta al siglo xvi. En 1566 se vendió terreno a Pedro Ferrenal para acordalar y hermosear la calle. En 1889, existirían antecedentes de construcciones particulares en la calle desde 1622. En la última casa de los impares habría vivido la beata Clara, personaje de la corte de Carlos IV que terminó siendo desterrada de la ciudad. En el reinado de Carlos V parece que hubo en la calle unas tenerías o fábricas de curtidos, que más tarde habrían pasado al Rastro.
En la calle se habría instalado a finales del siglo xvi el Colegio de San Ildefonso, en los números 1 y 3, que permanecería en dicho emplazamiento hasta el 19 de septiembre de 1883, cuando, amenazando ruina el edificio, se desalojó; el Ayuntamiento adquirió posteriormente un nuevo local en el número 1 de la calle de Alfonso VI, esquina con la de la Redondilla, inaugurado en 1884.
Al comienzo de la calle, en el número 2, haciendo esquina con la plaza de Puerta de Moros, se conserva –remozado– el palacio del Duque del Infantado, construido en origen en la segunda mitad del siglo xviii y sede desde 2001 de la Fundación San Pablo CEU.
En el capítulo de lo popular y castizo hay que anotar que en el nº 9, esquina a la calle de las Aguas tuvo su taller y almacén de organillos el músico Antonio Apruzzese, hijo del ‘luthier’ italiano Luis Apruzzese, supuesto introductor del organillo en Madrid. En 2009 aún se conservaban ejemplares construidos por ambos artesanos en un almacén-museo de esta calle.